# Янгискаинский сельсовет
Янгискаинский сельсовет — муниципальное образование в Гафурийском районе Башкортостана.

## История
Согласно «Закону о границах, статусе и административных центрах муниципальных образований в Республике Башкортостан» имеет статус сельского поселения.

## Население
| 2002 | 2009  | 2010 | 2012 | 2013 | 2014 | 2015 |
| ---- | ----- | ---- | ---- | ---- | ---- | ---- |
| 1058 | ↗1091 | ↘934 | ↗940 | ↘924 | ↗926 | ↘921 |
| 2016 | 2017  |      |      |      |      |      |
| ↘900 | ↘889  |      |      |      |      |      |

## Состав сельского поселения
| № | Населённый пункт | Тип населённого пункта       | Население |
| - | ---------------- | ---------------------------- | --------- |
| 1 | Янгискаин        | село, административный центр | ↘888      |
| 2 | Урал             | деревня                      | ↘38       |
| 3 | Ноябревка        | деревня                      | ↘8        |